# Итальянский экспедиционный корпус
Итальянский экспедиционный корпус (итал. Corpo Truppe Volontarie, CTV) — итальянские экспедиционные силы, направленные итальянским правительством Бенито Муссолини в Испанию для поддержки генерала Франсиско Франко и испанских националистов во время Гражданской войны в Испании.

## История
Первые части итальянского экспедиционного корпуса были отправлены в Испанию 23 декабря 1936 года. Всего за период с декабря 1936 по апрель 1939 года в Испанию было направлено 78 500 человек, из которых 3 819 было убито и около 12 000 ранено. Было поставлено 3 400 пулемётов, 1 400 миномётов, 1 800 орудий, 6 800 машин, 160 танков и 760 самолётов. Общая стоимость военной помощи Испании составила от 6 до 8,5 биллионов лир, что ослабило итальянскую экономику (от 14 до 20 % годового бюджета) в преддверии Второй мировой войны.

## Командиры и основные операции
- Генерал Марио Роатта (1936—1937)

Малагская операция — победа националистов
Гвадалахарская операция — победа республиканцев
- Генерал Этторе Бастико (1937)

Сражение при Сантандере — победа националистов
- Генерал Марио Берти (1937—1938)

Арагонская операция — победа националистов
- Генерал Гастоне Гамбара (1938—1939)

Каталонская операция — победа националистов

## Состав
По советским данным, на начало марта 1937 года итальянский экспедиционный корпус включал:
1. Управление корпуса (со штабом и службами).
2. Четыре дивизии:
  1. дивизия «Литторио»
  2. 1-я волонтёрская дивизия «Божья воля»
  3. 2-я волонтёрская дивизия «Чёрное пламя»
  4. 3-я волонтёрская дивизия «Чёрные перья».
3. Две смешанные итало-испанские бригады (из которых каждая фактически была равна дивизии).
4. Корпусную артиллерийскую группу в составе восьми артиллерийских дивизионов и четырёх зенитных батарей.
5. Группы специальных войск в составе одного танкового батальона, четырёх отдельных танковых рот, роты бронемашин, мотопулемётной роты и двух огнемётно-химических рот.
6. Автотранспортную манёвренную группу (около 1300 автомашин), предназначенную для оперативных и тактических перебросок пехоты и для обслуживания корпусного тыла.
7. Инженерные войска (сапёрная рота, радиорота, радиоотряд, пеленгаторный отряд).
8. Авиацию (более 100—120 единиц).
9. Семь запасных пехотных батальонов.

## Отличившиеся военнослужащие корпуса
| Награда                               | Ф. И. О.                                       | Должность                                                                         | Звание                                                  | Дата награждения | Примечания                                           |
| ------------------------------------- | ---------------------------------------------- | --------------------------------------------------------------------------------- | ------------------------------------------------------- | ---------------- | ---------------------------------------------------- |
| Золотая медаль «За воинскую доблесть» | Гаэтано Аморозо (итал. Gaetano Amoroso)        | командир 1-го миномётного батальона дивизии «Литторио»                            | майор                                                   | 1939             | Во Второй мировой командовал 12-м полком берсальеров |
| Золотая медаль «За воинскую доблесть» | Ренцо Бертони (итал. Renzo Bertoni)            | командир 1-й танковой роты L3/35 танковой и бронеавтомобильной группы             | лейтенант                                               | 1938, посмертно  | Погиб 31 марта 1938.                                 |
| Золотая медаль «За воинскую доблесть» | Лино Дзамбрини (итал. Lino Zambrini)           | 9-й батальон чернорубашечников                                                    | командир группы танкистов (итал. Capomanipolo Carrista) | 1939, посмертно  | Погиб 3 января 1939.                                 |
| Золотая медаль «За воинскую доблесть» | Ренато Занардо (итал. Renato Zanardo)          | командир огнемётной танкетки L3/33                                                | капрал                                                  | 1938             |                                                      |
| Золотая медаль «За воинскую доблесть» | Сальваторе Морикони (итал. Salvatore Moriconi) | командир танкового взвода                                                         | младший лейтенант                                       | 1938, посмертно  | Погиб 8 апреля 1938.                                 |
| Золотая медаль «За воинскую доблесть» | Вальтер Пазелла (итал. Walter Pasella)         | командир танкового взвода                                                         | младший лейтенант                                       | 1938, посмертно  | Погиб 26 декабря 1938.                               |
| Золотая медаль «За воинскую доблесть» | Паоло Паладини (итал. Paolo Paladini)          | командир танкового взвода 1-го танкового батальона                                | капитан                                                 | 1938, посмертно  | Погиб 12 апреля 1938.                                |
| Золотая медаль «За воинскую доблесть» | Эдоардо Пеццали (итал. Edoardo Pezzali)        | командир танкового взвода 4-го танкового полка                                    | младший лейтенант                                       | 1937, посмертно  | Погиб 11 марта 1937.                                 |
| Золотая медаль «За воинскую доблесть» | Оресте Фортуна (итал. Oreste Fortuna)          | командир танкетки CV 3/33 «Ансальдо»                                              | капитан                                                 | 1937             |                                                      |
| Золотая медаль «За воинскую доблесть» | Луиджи Фуччия (итал. Luigi Fuccia)             | Командир танкетки L3/35 3-го танкового взвода штурмовой танковой группы «Firenze» | младший лейтенант                                       | 1937, посмертно  | Погиб 11 марта 1937.                                 |